# Скальная ящерица
Скальная ящерица, или скалистая ящерица (лат. Darevskia saxicola) — вид ящериц из семейства настоящих ящериц.

## Описание
Тело имеет длину до 88 мм (молодые 22 — 27 мм), хвост до 156 мм. Сверху зелёная окраска (чаще у самцов), коричневатая, иногда оливково-серая, темно-песочная или пепельно-серая, а по хребту ещё проходят 2 ряда мелких темных пятен в виде полосы, по бокам тела — такого же цвета полосы со светлыми, а на уровне груди — с голубыми глазками.

## Биология
Встречается в горных и скалистых местностях, по обочинам горных дорог вплоть до альпийского пояса (до 3000 м). Численность до 100 особей на 1 км маршрута. Активность дневная. Зимовка с сентября-октября до февраля-марта. В конце июня-июле откладывают 2 — 6 яиц размером около 6 — 8 х 12 — 16 мм, из которых в июле-сентябре появляются молодые особи, достигающие половой зрелости достигает в возрасте 2 лет при длине тела 49 — 51 мм.
Питание: перепончатокрылые, двукрылые, жуки, клопы, бабочки, цикадки, прямокрылые и пауки.

## Распространение
В настоящее время ареал собственно Darevskia saxicola целиком расположен на российском Северном Кавказе: в пределах Кабардино-Балкарии, Карачаево-Черкесии и юга Ставропольского края. Южная граница распространения этого вида проходит по северо-восточным отрогам Эльбруса, пересекает Скалистый хребет, продолжается по водоразделу в верховьях Кумы, Подкумка, Золки и т.д.. Указания в литературе на распространение скальной ящерицы в других регионах относятся к другим видам Darevskia, ранее включавшимся в состав сборного вида. В частности, на юге Крымского полуострова единственным видом этого рода является Darevskia lindholmi.

## Классификация
Ранее этот вид понимался как сборный таксон Lacerta saxicola — Eversmann, 1834. Mem. Soc. Natural. Moscou, (2), 3: 349. Типовая территория: Нарзан (Кисловодск, Северный Кавказ). Позже из его состава было выделено 17 отдельных видов. В 1999 году был выделен отдельный род Darevskia, в который вошли все партеногенетические и близкие виды.
Синонимия:
- Darevskia saxicola (Eversmann, 1834)
- Lacerta muralis fusca var. saxicola — Bedriaga (part.), 1886: 195.
- Lacerta saxicola var. brauneri — Mehely, 1909
- Lacerta saxicola darevskii Szczerbak, 1962. Зоол. ж., т. XLI, вып. 9: 1380.Terra typica: Краснодарский край, ст. Ходжох, 50 км южнее Майкопа.
- Lacerta saxicola szczerbaki Lukina (Лукина), 1963. Изв. Ан АзССР, № 6: 57. Типовая территория: окрестности Анапы.